# العنونة في الإصدار الرابع من بروتوكول الإنترنت

بنية عنوات الإصدار الرابع من بروتوكول الإنترنت.

العنونة في الإصدار الرابع من بروتوكول الإنترنت هي منح عناوين من فضاء الإصدار الرابع لبروتوكول الإنترنت لعملاء متصلين مع الشبكة ليصبحوا مضيفين للعناوين.

## خصوصيات
يتميز عنوان الإصدار الرابع بكونه يشغل 32 بت (أي 4 بايت) هذا ما يسمح نظريا بالحصول على 4,294,967,296 عنوان أي.بي في هذه النسخة (32^2). ويمكن كتابة العنوان بطرق مختلفة، أمثلة عن الكتابة:
- 00100010110100000111101100001100 على شكل ثنائي. وهي الصيغة التي تستعمل البرامج داخليا والأجهزة للتواصل فيما بينها.
- A012B3C587FF45C3 بنظام 16.
- 15812472 بنظام العشري.

غير أن الكتابة على شكل أربع قيم عددية ما يعرف ب الكتابة النقطية  (بالإنجليزية: dot-decimal notation أو quad notation)‏ تفصل بينها نقاط هي الأكثر شيوعا وسهولة. مثال:
- 00100010.11010000.01111011.00001100 بالنظام الثنائي
- A012B3C587FF45C3 بالنظام 16
- 80.200.155.23 بالنظام العشري وهي الصيغة الموجهة للبشر لسهولة قراءتها وتذكرها. مكون من أربع قيم كل منها محصور بين 0 و 255.

## التقسيم إلى أصناف

أصناف العناوين القياسية في الإصدار الرابع من بروتوكول الإنترنت.

يقسم عنوان آي.بي 4 إلى جزئين: جزء كمحدد للشبكة (Network ID) وجزء كمحدد للجهاز المرتبط بالشبكة (Host ID).
وتستعمل الكاتبة المنقوطة في التعريف بكل جزء وخاصة الكتابة بالنظام الثنائي.

### الصنف A
تستخدم هذه الفئة للشبكات الضخمة، مثل الشركات العالمية الكبرى، حيث تُستخدم البايت الأولى من اليسار لعنونة «الشبكة» وتتراوح قيمها من (126 – 1) أي أن هناك مجموعة 126 شبكة من الفئة A.
باقي البايتات الثلاث تستخدم لعنونة الأجهزة أي أن هناك ({\displaystyle {{2^{24}}-2}=16,777,214}) جهازاً محتملاً من اٍجمالي 32^2 == 2147483648 عنوان IP محتمل.
وتشكل عناوين الفئة A نصف عناوين ال IP المتاحة، وتتميز هذه الفئة بأن الخانة الثنائية الأولى من الثمانية اليسرى تأخذ دائماً القيمة صفر.
العنوان التالي مثال على عناوين الفئة A :.24.53.107.115
التكرار الراجع : حيث تم تخصيص العنوان: 127.0.0.1 للتكرار الراجع هو العنوان الذي يرسل اليه الحاسب الآلي عندما يريد للرسالة أن ترجع اليه، ويستخدم غالباً لأغراض حل المشكلات الفنية والاختبارات المتعلقة بأداء الشبكة

### الصنف B
وتستخدم هذه الفئة للشبكات متوسطة الحجم، مثل الشبكات الجامعية الكبيرة. تتراوح القيمة الأولى من (191 – 128).
القيمة الأولى والثانية من اليسار تعنون«الشبكة». أي أن هناك ما مجموعه 16384142 شبكة من الفئة B.
القيم المتبقية تعنون «الجهاز» أي أن هناك (2 – 16^2) = 65534 جهازاً محتملاً.
واٍجمالي العناوين 30^2 = 1073741824 عنوان IP محتمل.
وتشكل عناوين الفئة B ربع عناوين ال IP المتاحة، وتتميز هذه الفئة بأن الخانة الثنائية الأولى من الثمانية اليسرى تأخذ دائماً القيمة 1 والخانة الثنائية الأولى من الثمانية اليسرى تأخذ دائماً القيمة 0،
العنوان التالي مثال على عناوين الفئة B : 53.107. 145.24

### الصنف C
تستخدم هذه الفئة للأعمال الصغيرة إلى متوسطة الحجم.
تتراوح القيمة الأولى ما بين (223 – 192)
القيم الأولى والثانية والثالثة من اليسار تعنون «الشبكة». أي أن هناك مامجموعه 21^2 = 2097152 شبكة من الفئة C.
القيمة الأخيرة المتبقية تعنون «الجهاز» أي أن هناك (2 أس 8) -2 = 254 جهازاً محتملاً.
واٍجمالي عناوين 29^2 = 219078635 عنوان IP محتمل.
وتشكل عناوين الفئة C ثمن عناوين ال IP المتاحة، وتتميز هذه الفئة بأن الخانة الثنائية الأولى من الثمانية اليسرى تأخذ دائماً القيمة 1 والخانة الثنائية الثانية تأخذ دائماً القيمة 1 والخانة الثنائية الثالثة تأخذ دائماً القيمة 0.
العنوان التالي مثال على عناوين الفئة C : 53-195-24-107

### الصنف D
وهي تختلف قليلاً عن الفئات السابقة اٍذ اٍنها مخصصة لغرض توزيع النشرات.واٍجمالي عناوين 28^2 = 654534862 عنوانا.
وتشكل عناوين هذه الفئة 61 / 1 من عناوين ال IP المتاحة، وتتميز هذه الفئة بأن الخانة الثنائية الأولى من الثمانية اليسرى تأخذ دائماً القيمة 1 والخانة الثنائية الثانية تأخذ دائماً القيمة 1 والخانة الثنائية الثالثة تأخذ دائماً القيمة 1 والخانة الثنائية الرابعة تأخذ دائماً القيمة 0.
أما الخانات ال 28 المتبقية فتستخدم لتحديد مجموعة الأجهزة المراد توزيع النشرات عليها.
العنوان التالي على عناوين هذه الفئة: 24.35.107. 224

### الصنف E
وهي تشابه D باختلافها عن الفئات السابقة اٍذ أنها مخصصة للأغراض التجريبية. واٍجمالي عناوين 28^2 = 654534862 عنوان IP محتمل.
وتشكل عناوين الفئة E 61 /1 من عناوين ال IP المتاحة، وتتميز هذه الفئة بأن الخانة الثنائية الأولى من الثمانية اليسرى تأخذ القيمة 1 والخانة الثنائية الثانية تأخذ دائماً القيمة 1 والخانة الثنائية الثالثة تأخذ دائماً القيمة 1 والخانة الثنائية الرابعة تأخذ القيمة 1.
أما الخانات ال 28 المتبقية فتستخدم لتحديد مجموعة الأجهزة المراد توزيع النشرات عليها العنوان التالي مثال على عناوين الفئة E :

### ملخص
| الفئة                | أول البتات | بداية     | Fin             | الكتابة CIDR | mask subnet   |
| -------------------- | ---------- | --------- | --------------- | ------------ | ------------- |
| الفئة A              | 0          | 0.0.0.0   | 126.255.255.255 | /8           | 255.0.0.0     |
| الفئة B              | 10         | 128.0.0.0 | 191.255.255.255 | /16          | 255.255.0.0   |
| الفئة C              | 110        | 192.0.0.0 | 223.255.255.255 | /24          | 255.255.255.0 |
| الفئة D (multicast)  | 1110       | 224.0.0.0 | 239.255.255.255 | /4           |               |
| الفئة E (خاص)        | 1111       | 240.0.0.0 | 247.255.255.255 | /4           | non défini    |
| عنوان التكرار الراجع | 0111 1111  | 127.0.0.0 | 127.255.255.255 | /8           | 255.0.0.1     |